# چاه عمیق علی اصغر قرانی
چاه عمیق علی اصغر قرانی یک منطقهٔ مسکونی در ایران است که در دهستان جغتای واقع شده‌است.